# Edwin Gyasi
Edwin Oppong Anane-Gyasi (Amsterdam, 1º luglio 1991) è un calciatore ghanese con cittadinanza olandese, attaccante svincolato.

## Biografia
Ha anche un fratello più piccolo, Raymond, anch'egli calciatore.

## Caratteristiche tecniche
Gyasi è un'ala di piede mancino. Al momento del suo passaggio all'Aalesund, l'allenatore Trond Fredriksen lo ha descritto come «un calciatore rapido, esplosivo e con un buon dribbling».

## Carriera

### Club

#### Telstar
Gyasi ha iniziato la carriera professionistica nel Telstar, in prestito dall'AZ Alkmaar. Ha esordito nell'Eerste Divisie il 13 agosto 2010, nel pareggio interno per 1-1 contro il Veendam. Il 22 ottobre è arrivata la prima marcatura, inutile ai fini del risultato: il suo Telstar è stato infatti sconfitto in casa dall'Eindhoven col punteggio di 1-2. Nel corso della stagione ha totalizzato 31 presenze e 3 reti, per poi far ritorno all'AZ Alkmaar per fine prestito. Successivamente, ha rescisso il contratto che lo legava al club.

#### De Graafschap
Libero da vincoli contrattuali, a gennaio 2012 è stato ingaggiato dal De Graafschap, club militante in Eredivisie. Ha debuttato nella massima divisione locale in data 4 marzo, sostituendo Gil Vermouth nella sconfitta per 2-0 arrivata sul campo del Vitesse. È stata l'unica partita disputata da Gyasi con questa casacca.

#### Twente
Il 5 aprile 2012, il Twente ha comunicato d'aver ingaggiato Gyasi con un contratto biennale, con opzione per il terzo anno. Il trasferimento si sarebbe concretizzato in estate, alla riapertura del calciomercato. Ha esordito in squadra il 19 luglio, in una partita valida per il secondo turno di qualificazione all'Europa League 2012-2013: è stato schierato titolare nel pareggio interno per 1-1 contro l'Inter Turku. Il 2 settembre ha giocato la prima partita in Eredivisie per il Twente, quando ha sostituito Dmitrij Bulykin nella vittoria per 1-0 sul VVV-Venlo. Il 14 dicembre 2012 ha realizzato la prima rete nella massima divisione locale, nella vittoria per 3-2 sull'Heracles Almelo. Gyasi è rimasto in squadra per una stagione, totalizzando 16 presenze e una rete tra tutte le competizioni.

#### Heracles Almelo
Il 7 agosto 2013, Gyasi ha firmato un contratto biennale, con opzione per il terzo anno con l'Heracles Almelo, compagine dell'Eredivisie. Ha debuttato in squadra il 18 agosto, quando è subentrato a Mikhail Rosheuvel nella vittoria esterna per 2-4 sul campo dell'Heerenveen. Il 27 novembre successivo, l'Heracles ha reso noto che Gyasi aveva subito una lesione alla clavicola che lo avrebbe tenuto lontano dai campi da gioco fino alla ripresa del campionato dopo la sosta invernale. Gyasi è rimasto in squadra fino a gennaio 2015, non riuscendo ad imporsi. In questo arco di tempo, ha totalizzato 5 presenze in squadra.

#### Roda JC
Il 9 gennaio 2015, il Roda JC ha comunicato sul proprio sito internet d'aver ingaggiato Gyasi, che ha firmato un accordo valido per i successivi due anni e mezzo, soggetto al buon esito delle visite mediche di rito. Ha esordito in squadra, militante in Eerste Divisie, il 16 gennaio: è stato schierato titolare nella sconfitta per 3-0 maturata sul campo dello RKC Waalwijk. Il 20 gennaio ha segnato la prima rete in squadra, nel KNVB beker 2014-2015: ha contribuito al successo per 3-2 del suo Roda sul PSV. Il 9 febbraio successivo ha siglato il primo gol in campionato, nel corso della vittoria per 3-2 sul Volendam. Il Roda ha chiuso il campionato al 3º posto, guadagnandosi la promozione in Eredivisie attraverso la Nacompetitie, sistema con cui sono noti i play-off nei Paesi Bassi. Gyasi è rimasto in squadra anche per l'annata successiva, fino al mese di marzo 2016. Si è congedato dal Roda con 38 presenze e 4 reti tra tutte le competizioni.

#### Aalesund
Il 1º marzo 2016, i norvegesi dell'Aalesund hanno reso noto d'aver ingaggiato Gyasi, che ha firmato un contratto triennale con il nuovo club. Ha esordito in Eliteserien in data 11 marzo, schierato titolare nella vittoria per 1-0 sullo Stabæk. Il 29 maggio ha segnato le prime reti nella massima divisione locale, con una doppietta ai danni del Vålerenga in una partita terminata sul punteggio di 2-2. Ha chiuso la prima stagione in squadra con 28 presenze e 6 reti, tra campionato e coppa.
Al termine del campionato 2017, l'Aalesund è retrocesso in 1. divisjon.

#### CSKA Sofia
Il 15 febbraio 2018, i bulgari del CSKA Sofia hanno ufficializzato l'acquisto di Gyasi.

### Nazionale
Il 23 agosto 2017, Gyasi ha ricevuto la prima convocazione dalla nazionale ghanese, in vista delle partite da disputarsi contro la Repubblica del Congo. Ha debuttato il successivo 5 settembre, subentrando a Thomas Partey nella vittoria per 1-5 sulla selezione congolese. Il 12 novembre ha segnato la prima rete, nel pareggio per 1-1 contro l'Egitto.

## Statistiche

### Presenze e reti nei club
Statistiche aggiornate al 9 settembre 2022.
| Stagione               | Club                   | Campionato             | Campionato | Campionato | Coppe nazionali | Coppe nazionali | Coppe nazionali | Coppe continentali | Coppe continentali | Coppe continentali | Supercoppe | Supercoppe | Supercoppe | Totale | Totale |
| Stagione               | Club                   | Comp                   | Pres       | Reti       | Comp            | Pres            | Reti            | Comp               | Pres               | Reti               | Comp       | Pres       | Reti       | Pres   | Reti   |
| ---------------------- | ---------------------- | ---------------------- | ---------- | ---------- | --------------- | --------------- | --------------- | ------------------ | ------------------ | ------------------ | ---------- | ---------- | ---------- | ------ | ------ |
| 2010-2011              | Telstar                | EE                     | 29         | 3          | CO              | 2               | 0               | -                  | -                  | -                  | -          | -          | -          | 31     | 3      |
| gen.-giu. 2012         | De Graafschap          | ED                     | 1          | 0          | CO              | 0               | 0               | -                  | -                  | -                  | -          | -          | -          | 1      | 0      |
| 2012-2013              | Twente                 | ED                     | 13         | 1          | CO              | 3               | 0               | UEL                | 1                  | 0                  | -          | -          | -          | 17     | 1      |
| 2013-2014              | Heracles Almelo        | ED                     | 2          | 0          | CO              | 0               | 0               | -                  | -                  | -                  | -          | -          | -          | 2      | 0      |
| 2014-gen. 2015         | Heracles Almelo        | ED                     | 3          | 0          | CO              | 0               | 0               | -                  | -                  | -                  | -          | -          | -          | 3      | 0      |
| Totale Heracles Almelo | Totale Heracles Almelo | Totale Heracles Almelo | 5          | 0          |                 | 0               | 0               |                    | -                  | -                  |            | -          | -          | 5      | 0      |
| gen.-giu. 2015         | Roda JC                | EE                     | 12+3       | 2+0        | CO              | 3               | 1               | -                  | -                  | -                  | -          | -          | -          | 18     | 3      |
| 2015-mar. 2016         | Roda JC                | ED                     | 18         | 1          | CO              | 3               | 0               | -                  | -                  | -                  | -          | -          | -          | 21     | 1      |
| Totale Roda JC         | Totale Roda JC         | Totale Roda JC         | 30+3       | 3+0        |                 | 6               | 1               |                    | -                  | -                  |            | -          | -          | 39     | 4      |
| 2016                   | Aalesund               | ES                     | 26         | 6          | CN              | 2               | 0               | -                  | -                  | -                  | -          | -          | -          | 28     | 6      |
| 2017                   | Aalesund               | ES                     | 27         | 6          | CN              | 2               | 0               | -                  | -                  | -                  | -          | -          | -          | 29     | 6      |
| Totale Aalesund        | Totale Aalesund        | Totale Aalesund        | 53         | 12         |                 | 4               | 0               |                    | -                  | -                  |            | -          | -          | 57     | 12     |
| feb.-giu. 2018         | CSKA Sofia             | PL                     | 10         | 1          | CB              | 2               | 0               | -                  | -                  | -                  | -          | -          | -          | 12     | 1      |
| 2018-2019              | CSKA Sofia             | PL                     | 30         | 5          | CB              | 2               | 0               | UEL                | 6                  | 0                  | -          | -          | -          | 38     | 5      |
| lug.-dic. 2019         | FC Dallas              | MLS                    | 4          | 0          | OC              | 0               | 0               | -                  | -                  | -                  | -          | -          | -          | 4      | 0      |
| gen.-giu. 2020         | CSKA Sofia             | PL                     | 9          | 0          | CB              | 2               | 1               | -                  | -                  | -                  | -          | -          | -          | 11     | 1      |
| Totale CSKA Sofia      | Totale CSKA Sofia      | Totale CSKA Sofia      | 49         | 6          |                 | 6               | 1               |                    | 6                  | 0                  |            | -          | -          | 61     | 7      |
| 2020-gen. 2021         | Samsunspor             | 1L                     | 13         | 1          | CT              | 1               | 0               | -                  | -                  | -                  | -          | -          | -          | 14     | 1      |
| gen.-giu. 2021         | Boluspor               | 1L                     | 11         | 0          | CT              | 0               | 0               | -                  | -                  | -                  | -          | -          | -          | 11     | 0      |
| 2021-2022              | Beitar Gerusalemme     | LhA                    | 19         | 0          | CI+CdL          | 2+5             | 0               | -                  | -                  | -                  | -          | -          | -          | 26     | 0      |
| 2022-2023              | Kukësi                 | KS                     | 4          | 0          | CA              | 0               | 0               | -                  | -                  | -                  | -          | -          | -          | 4      | 0      |
| Totale carriera        | Totale carriera        | Totale carriera        | 231+3      | 26+0       |                 | 29              | 2               |                    | 7                  | 0                  |            | -          | -          | 270    | 28     |

### Cronologia presenze e reti in nazionale
| Cronologia completa delle presenze e delle reti in nazionale ― Ghana | Cronologia completa delle presenze e delle reti in nazionale ― Ghana | Cronologia completa delle presenze e delle reti in nazionale ― Ghana | Cronologia completa delle presenze e delle reti in nazionale ― Ghana | Cronologia completa delle presenze e delle reti in nazionale ― Ghana | Cronologia completa delle presenze e delle reti in nazionale ― Ghana | Cronologia completa delle presenze e delle reti in nazionale ― Ghana | Cronologia completa delle presenze e delle reti in nazionale ― Ghana |
| Data                                                                 | Città                                                                | In casa                                                              | Risultato                                                            | Ospiti                                                               | Competizione                                                         | Reti                                                                 | Note                                                                 |
| -------------------------------------------------------------------- | -------------------------------------------------------------------- | -------------------------------------------------------------------- | -------------------------------------------------------------------- | -------------------------------------------------------------------- | -------------------------------------------------------------------- | -------------------------------------------------------------------- | -------------------------------------------------------------------- |
| 5-9-2017                                                             | Brazzaville                                                          | Rep. del Congo                                                       | 1 – 5                                                                | Ghana                                                                | Qual. Mondiali 2018                                                  | -                                                                    | 77’                                                                  |
| 12-11-2017                                                           | Kumasi                                                               | Ghana                                                                | 1 – 1                                                                | Egitto                                                               | Qual. Mondiali 2018                                                  | 1                                                                    |                                                                      |
| 30-5-2018                                                            | Yokohama                                                             | Giappone                                                             | 0 – 2                                                                | Ghana                                                                | Amichevole                                                           | -                                                                    | 77’                                                                  |
| 7-6-2018                                                             | Reykjavík                                                            | Islanda                                                              | 2 – 2                                                                | Ghana                                                                | Amichevole                                                           | -                                                                    |                                                                      |
| 8-9-2018                                                             | Nairobi                                                              | Kenya                                                                | 1 – 0                                                                | Ghana                                                                | Qual. Coppa d'Africa 2019                                            | -                                                                    | 46’                                                                  |
| 25-3-2021                                                            | Johannesburg                                                         | Sudafrica                                                            | 1 – 1                                                                | Ghana                                                                | Qual. Coppa d'Africa 2021                                            | -                                                                    | 79’                                                                  |
| Totale                                                               |                                                                      | Presenze                                                             | 6                                                                    |                                                                      | Reti                                                                 | 1                                                                    |                                                                      |